# 226 Weringia
226 Weringia је астероид главног астероидног појаса. Приближан пречник астероида је 33,83 km,
а средња удаљеност астероида од Сунца износи 2,712 астрономских јединица (АЈ).
Инклинација (нагиб) орбите у односу на раван еклиптике је 15,924 степени, а орбитални период износи 1631,798 дана (4,467 године). Ексцентрицитет орбите астероида износи 0,204.
Апсолутна магнитуда астероида износи 9,70 а геометријски албедо 0,203.
Астероид је откривен 19. јула 1882. године.